# 汪伯彦
汪伯彥（1069年—1141年），字廷俊，徽州祁門（今屬安徽）人。
少颖异，嗜诗书，徽宗崇寧二年（1103年）霍端友榜進士，靖康元年獻〈河北邊防十策〉，知相州（今河南安陽）。金人南下，康王赵构在磁州（今河北正定）被金兵围困时，汪伯彦遣兵二千迎康王还相州，授大元帅府副元帅，又升为集英殿修撰。
宋高宗即位，擢知樞密院事，後遷右僕射兼中書侍郎。與黃潛善皆主議和，太學生陳東上書乞留李綱，而罷黃潛善、汪伯彥。伯彥怒曰：「不殺陳東，何以塞眾口！」高宗下命將陳東處死。绍兴十年（1140年）退休回祁门。紹興十一年（1141年）卒于家中，年七十二。
《宋史·卷四七三·奸臣傳》有傳，南宋權相秦檜是汪伯彥的學生，也入同卷《宋史·卷四七三·姦臣傳》。